# 2012年奧運會中國金牌運動員訪港澳代表團

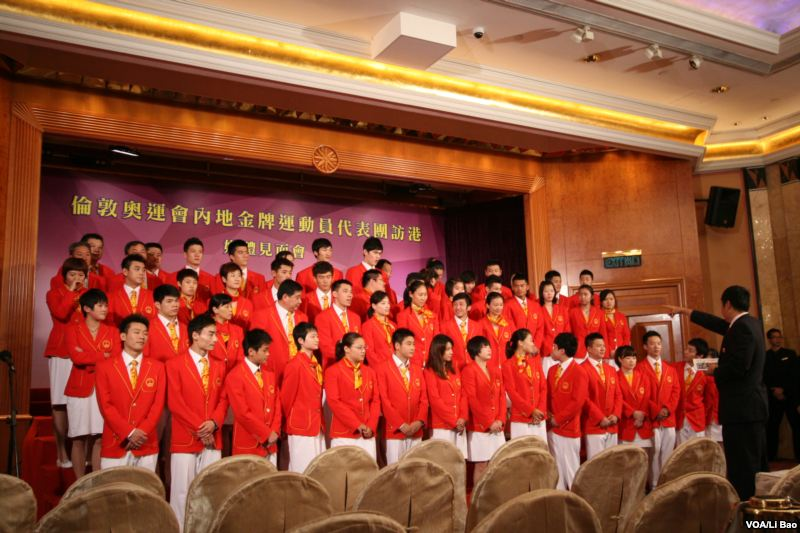
中国金牌运动员访港

2012年奧運會中國金牌運動員訪港澳代表團是2012年夏季奥林匹克运动会中国代表团於2012年夏季奥林匹克运动会結束後到香港及澳門進行訪問的活動，代表團於2012年8月24日至26日到訪香港，8月26日至28日訪問澳門。

## 訪問行程
代表團於訪問期間，將於香港及澳門出席三項主要公開活動。

### 奧運金牌精英顯風采 (香港)
中國金牌運動員代表團將於8月25日上午分成三組，分別到伊利沙伯體育館示範羽毛球及乒乓球，以及在九龍公園游泳池示範跳水，另一組運動員將會在小西灣體育館與香港青少年制服團體交流。
在伊利沙伯體育館及九龍公園游泳池的活動門票於2012年8月15日早上10時起於香港大會堂、香港文化中心、沙田大會堂及屯門大會堂四個城市電腦售票處公開發售。門票於一小時內售罄，而香港無線電視翡翠台及Now631台於當日早上9時30分至11時30分分別現場直播九龍公園游泳池的跳水示範及伊利沙伯體育館的羽毛球及乒乓球示範。香港有線電視直播新聞台亦於當日早上9時30分至中午12時現場直播於小西灣體育館舉行的《金牌運動員與青少年對話》。

### 奧運金牌精英大匯演 (香港)
奧運金牌精英大匯演 (英語：Mainland Olympic Gold Medallists Extravaganza) 是港協暨奧委會主辦的一個表演活動，於8月25日黃昏在香港大球場舉行，26,500張門票於8月16日上午10時起在各城市電腦售票處公開發售。香港無線電視翡翠台於當日下午5時至6時30分現場直播。

### 國家奧運金牌運動員澳門聯歡會
澳門特別行政區政府於2012年8月27日晚上7時於澳門塔石體育館舉行「我們的驕傲—國家奧運金牌運動員澳門聯歡會」，內有訪談、歌舞表演及遊戲等環節，並安排金牌運動員與現場觀眾進行互動。大會於8月25日上午9時開始於奧林匹克體育中心運動場向持有澳門居民身份證的市民公開派發1,200張門票，每人2張，派完即止。澳廣視「澳視高清台」及「澳視生活台」將現場直播，「澳視澳門台」於晚上7時45分起延時播出。

## 外部連結
香港特別行政區政府專題網頁：倫敦奧運會內地金牌運動員代表團